# Snowboard nos Jogos Olímpicos de Inverno de 2022 - Slalom gigante paralelo masculino
O slalom gigante masculino do snowboard nos Jogos Olímpicos de Inverno de 2022 foi disputado no dia 8 de fevereiro no Parque de Neve Genting, em Zhangjiakou.

## Medalhistas
| Ouro   | AUT Benjamin Karl |
| Prata  | SLO Tim Mastnak   |
| Bronze | ROC Vic Wild      |

## Resultados

### Qualificação
| Pos. | Bib | Atleta              | País               | Rota azul   | Rota vermelha | Total       | Notas |
| ---- | --- | ------------------- | ------------------ | ----------- | ------------- | ----------- | ----- |
| 1    | 4   | Lee Sang-ho         | KOR Coreia do Sul  | 39.96       | 40.58         | 1:20.54     | Q     |
| 2    | 15  | Benjamin Karl       | AUT Áustria        | 41.21       | 40.04         | 1:21.25     | Q     |
| 3    | 2   | Andreas Prommegger  | AUT Áustria        | 40.34       | 41.03         | 1:21.37     | Q     |
| 4    | 10  | Tim Mastnak         | SLO Eslovênia      | 40.24       | 41.19         | 1:21.43     | Q     |
| 5    | 20  | Oskar Kwiatkowski   | POL Polônia        | 40.63       | 40.89         | 1:21.52     | Q     |
| 6    | 6   | Roland Fischnaller  | ITA Itália         | 40.25       | 41.34         | 1:21.59     | Q     |
| 7    | 19  | Michał Nowaczyk     | POL Polônia        | 40.92       | 40.72         | 1:21.64     | Q     |
| 8    | 1   | Dmitry Loginov      | ROC                | 41.31       | 40.38         | 1:21.69     | Q     |
| 9    | 21  | Vic Wild            | ROC                | 41.10       | 40.96         | 1:22.06     | Q     |
| 10   | 5   | Alexander Payer     | AUT Áustria        | 41.26       | 40.84         | 1:22.10     | Q     |
| 11   | 9   | Žan Košir           | SLO Eslovênia      | 41.55       | 40.61         | 1:22.16     | Q     |
| 12   | 8   | Mirko Felicetti     | ITA Itália         | 40.89       | 41.37         | 1:22.26     | Q     |
| 13   | 23  | Yannik Angenend     | GER Alemanha       | 41.41       | 40.87         | 1:22.28     | Q     |
| 14   | 13  | Dario Caviezel      | SUI Suíça          | 41.92       | 40.43         | 1:22.35     | Q     |
| 15   | 22  | Radoslav Yankov     | BUL Bulgária       | 41.48       | 41.00         | 1:22.48     | Q     |
| 16   | 12  | Daniele Bagozza     | ITA Itália         | 41.18       | 41.30         | 1:22.48     | Q     |
| 17   | 11  | Edwin Coratti       | ITA Itália         | 41.22       | 41.27         | 1:22.49     |       |
| 18   | 3   | Stefan Baumeister   | GER Alemanha       | 41.24       | 41.40         | 1:22.64     |       |
| 19   | 16  | Andrey Sobolev      | ROC                | 41.39       | 41.48         | 1:22.87     |       |
| 20   | 32  | Jules Lefebvre      | CAN Canadá         | 41.66       | 41.28         | 1:22.94     |       |
| 21   | 14  | Nevin Galmarini     | SUI Suíça          | 41.17       | 42.27         | 1:23.44     |       |
| 22   | 27  | Bi Ye               | CHN China          | 42.10       | 41.43         | 1:23.53     |       |
| 23   | 7   | Lukas Mathies       | AUT Áustria        | 41.66       | 42.09         | 1:23.75     |       |
| 24   | 18  | Kim Sang-kyum       | KOR Coreia do Sul  | 42.40       | 41.41         | 1:23.81     |       |
| 25   | 26  | Rok Marguč          | SLO Eslovênia      | 42.29       | 42.09         | 1:24.38     |       |
| 26   | 25  | Arnaud Gaudet       | CAN Canadá         | 42.17       | 42.26         | 1:24.43     |       |
| 27   | 31  | Sébastien Beaulieu  | CAN Canadá         | 42.52       | 42.00         | 1:24.52     |       |
| 28   | 30  | Gian Casanova       | SUI Suíça          | 42.33       | 42.80         | 1:25.13     |       |
| 29   | 28  | Cody Winters        | USA Estados Unidos | 45.47       | 42.33         | 1:27.80     |       |
| 30   | 29  | Elias Huber         | GER Alemanha       | 42.15       | 49.01         | 1:31.16     |       |
| 31   | 24  | Robert Burns        | USA Estados Unidos | 46.23       | 49.99         | 1:36.22     |       |
| 32   | 17  | Dmitriy Karlagachev | ROC                | Não iniciou | Não iniciou   | Não iniciou |       |

### Fase eliminatória
| Oitavas de final | Oitavas de final | Oitavas de final |  |  | Quartas de final | Quartas de final | Quartas de final |  |  | Semifinais | Semifinais      | Semifinais |  |                     | Final               | Final               | Final |
|                  |                  |                  |  |  |                  |                  |                  |  |  |            |                 |            |  |                     |                     |                     |       |
| 4                | SLO Mastnak      |                  |  |  |                  |                  |                  |  |  |            |                 |            |  |                     |                     |                     |       |
| 13               | GER Angenend     | +0.27            |  |  | 4                | SLO Mastnak      |                  |  |  |            |                 |            |  |                     |                     |                     |       |
| 5                | POL Kwiatkowski  |                  |  |  | 5                | POL Kwiatkowski  | DNF              |  |  |            |                 |            |  |                     |                     |                     |       |
| 12               | ITA Felicetti    | DNF              |  |  |                  |                  |                  |  |  | 4          | SLO Mastnak     |            |  |                     |                     |                     |       |
| 8                | ROC Loginov      | DNF              |  |  |                  |                  |                  |  |  | 9          | ROC Wild        | +0.48      |  |                     |                     |                     |       |
| 9                | ROC Wild         |                  |  |  | 9                | ROC Wild         |                  |  |  |            |                 |            |  |                     |                     |                     |       |
| 1                | KOR Lee          |                  |  |  | 1                | KOR Lee          | +0.01            |  |  |            |                 |            |  |                     |                     |                     |       |
| 16               | ITA Bagozza      | +0.92            |  |  |                  |                  |                  |  |  |            |                 |            |  |                     | 4                   | SLO Mastnak         | +0.82 |
| 2                | AUT Karl         |                  |  |  |                  |                  |                  |  |  |            |                 |            |  |                     | 2                   | AUT Karl            |       |
| 15               | BUL Yankov       | +0.36            |  |  | 2                | AUT Karl         |                  |  |  |            |                 |            |  |                     |                     |                     |       |
| 7                | POL Nowaczyk     | +0.09            |  |  | 10               | AUT Payer        | +1.57            |  |  |            |                 |            |  |                     |                     |                     |       |
| 10               | AUT Payer        |                  |  |  |                  |                  |                  |  |  | 2          | AUT Karl        |            |  |                     |                     |                     |       |
| 6                | ITA Fischnaller  |                  |  |  |                  |                  |                  |  |  | 6          | ITA Fischnaller | DNF        |  |                     |                     |                     |       |
| 11               | SLO Košir        | DNF              |  |  | 6                | ITA Fischnaller  |                  |  |  |            |                 |            |  | Disputa pelo bronze | Disputa pelo bronze | Disputa pelo bronze |       |
| 3                | AUT Prommegger   |                  |  |  | 3                | AUT Prommegger   | +0.51            |  |  |            |                 |            |  |                     | 9                   | ROC Wild            |       |
| 14               | SUI Caviezel     | +0.16            |  |  |                  |                  |                  |  |  |            |                 |            |  |                     | 6                   | ITA Fischnaller     | DNF   |

Legenda
| Recorde mundial      | Recorde mundial (World record)               |                       | Recorde africano                      | Recorde africano (African) |                                           | Q | Classificado por posição (Qualified) |
| Recorde olímpico     | Recorde olímpico (Olympic record)            | Recorde da América    | Recorde da América (Americas)         | q                          | Classificado por melhor tempo (Qualified) |   |                                      |
| Melhor marca do ano  | Melhor marca do ano (World leading)          | Recorde asiático      | Recorde asiático (Asian)              | DNS                        | Não largou (Did not start)                |   |                                      |
| Recorde nacional     | Recorde nacional (National record)           | Recorde europeu       | Recorde europeu (European)            | DNF                        | Não terminou (Did not finish)             |   |                                      |
| Recorde pessoal      | Recorde pessoal do atleta (Personal best)    | Recorde da Oceania    | Recorde da Oceania (Oceania)          | DSQ / DQ                   | Desclassificado (Disqualified)            |   |                                      |
| Recorde da temporada | Recorde da temporada do atleta (Season best) | Recorde sul-americano | Recorde sul-americano (South America) | NM                         | Sem marca (No mark)                       |   |                                      |